# Henri de Lipkowski
Henri Joseph de Lipkowski, était un industriel français d'origine polonaise né le 23 septembre 1887 à Fourmanska (Russie) (issu de la noblesse de la province de Podolie), héros de la Première Guerre mondiale[réf. nécessaire], résistant, déporté et mort à Buchenwald le 20 mars 1944.

## Biographie
Ingénieur des Arts et Manufactures (promotion 1910), il combat pendant les deux conflits mondiaux. D'origine polonaise, il est naturalisé français en 1915.
Résistant membre du réseau « Libération-Vengeance », il est arrêté et torturé. Il est mort pour la France en déportation.

## Vie privée
Il était l'époux d'Irène de Lipkowski (1898-1995), née Marie, qui fut députée de la Seine de 1951 à 1955 et fut la seule femme élue du RPF, et le père de Jean de Lipkowski, député de Seine-et-Oise puis de Charente-Maritime.

## Distinctions
- Officier de la Légion d'honneur (11 juillet 1936) ; chevalier du 10 juillet 1926[1]
- Croix de guerre 1914–1918 (1 citation)[1]
- Médaille de la Résistance française avec rosette à titre posthume (décret du 3 août 1946)[2]